# Заречное (Ардатовский район)
Заре́чное (ранее Серяку́ши, Больши́е Серяку́ши, Майлые Серяку́ши, Щети́нино) — село в Ардатовском районе Нижегородской области. Входит в состав Стёксовского сельсовета.

## Этимология
Нынешнее название села, присвоенное ему в 1961 году, означает его местоположение за рекой Помзель. До переименования село состояло из двух частей: села Большие Серякуши (которые назывались также «Щетинино») и деревни Малые Серякуши. Происхождение этого топонима имеет два варианта объяснения: по первому, оно состоит из эрзянских слов сэрей — «высокий» и кужо — «поляна»; по второму, оно также происходит из эрзянского языка, но состоит из слов сэря — «жёлудь» и кужо — «поляна», возможно, это было местом, где собирали жёлуди или охотились на любящих их кабанов.

## История
В 1961 году указом Президиума Верховного Совета РСФСР села Большие и Малые Серякуши, фактически слившиеся в единый населенный пункт объединены в село Заречное.

## Географическое положение
Село Заречное находится на юго-западе Нижегородской области России, к югу от автомобильной дороги Ардатов, на правом берегу ручья Помзель, в 4 км от места её впадения в реку Иржу. Расстояние от села до административного центра муниципального округа Ардатова — 17 км на запад. Заречное соединено просёлочными дорогами на северо-западе с селом Сосновкой (расстояние 5 км), на северо-востоке — с селом Стёксово (5 км), на юго-востоке — с селом Кологреево (3 км), на юге — с деревней Хохлово (3 км). Высота над уровнем моря около 144 метров.
Село Заречное, как и вся Нижегородская область, находится в часовой зоне МСК (московское время). Смещение применяемого времени относительно UTC составляет +3:00.

## Административная принадлежность
Село Заречное входит в состав Стёксовского сельсовета Ардатовского муниципального округа Нижегородской области Российской Федерации.

## Климат
Село находится в зоне умеренно-континентального климата, который характеризуется холодной продолжительной зимой и тёплым, но достаточно коротким летом. За год выпадает в среднем 450—550 мм осадков, из них 68 % — в виде дождя и 32 % — в виде снега. Среднегодовая относительная влажность воздуха — 76 %. Снежный покров достигает 50 см, а в особо снежные зимы может достигать одного метра и более.
Весна приходит резко, обычно к середине апреля, при этом вплоть до середины мая нередки заморозки. Лето сравнительно короткое и достаточно жаркое — в отдельные годы температура может достигать 36 °C. Шапка лета приходится на июль. В конце весны и лета нередки грозы — их может случаться до 20 за год, почти каждый год выпадает град. Осень приходит в сентябре и стоит до начала ноября, но уже в сентябре нередки заморозки. Зима наступает в начале ноября и продолжается до середины марта. Обычно первый снег выпадает в октябре и держится в течение пяти месяцев, сходит к 10—15 апреля. Почва промерзает на глубину 70—90 см.
Вегетационный период составляет 189 дней, продолжительность безморозного периода — 137 дней.

## Население
| Численность населения | Численность населения | Численность населения | Численность населения | Численность населения | Численность населения | Численность населения | Численность населения | Численность населения | Численность населения | Численность населения |
| 1751                  | 1781                  | 1785                  | 1859                  | 1916                  | 1978                  | 1992                  | 1999                  | 2002                  | 2010                  | 2021                  |
| --------------------- | --------------------- | --------------------- | --------------------- | --------------------- | --------------------- | --------------------- | --------------------- | --------------------- | --------------------- | --------------------- |
| 494                   | ↗517                  | ↗541                  | ↗798                  | ↗1321                 | ↘312                  | ↘191                  | ↘153                  | ↘109                  | ↘36                   | ↘23                   |

## Инфраструктура
В селе две улицы: Зелёная и Прудовая.

## Комментарии
1. ↑  Серякуши.
2. ↑  Серякуши.
3. ↑  Серякуши.
4. ↑  Серякуши малые + Серякущи большие (Щетинино).
5. ↑  Б.-Серякуша + М. Серякуши